# Cavelossim
Cavelossim é uma localidade (ou census town, literalmente: "cidade censitária") do concelho ou taluka de Salcete, distrito de Goa Sul, no estado indiano de Goa. Junto a ela situa-se uma praia famosa com o mesmo nome, que constitui a parte mais meridional da praia de Salcete, que se estende desde Majorda a nprte até Cavelossim a sul. O rio Sal desagua no mar Arábico a sul de Cavelossim.
Cavelossim foi o local original do santuário da deusa hindu Shri Shantadurga, que atualmente se situa em Kawlem e é um dos maiores templos hindus de Goa. O ídolo foi levado de Cavelossim para Kawlem, no concelho de Pondá durante o período em que a Inquisição esteve particularmente ativa em Goa. O chhatrapati (imperador) marata Shahu I (r. 1708–1749) doou dinheiro para a reconstrução do templo em Kawlem, como parte das doações para a reconstrução de templos a divindades que foram trasladadas devido às perseguições da Inquisição.